# Franz von Strolchen
Franz von Strolchen  (* 1981 in Czernowitz in der Ukraine) ist ein österreichischer Theaterregisseur.

## Biographie
Franz von Strolchen wurde 1981 im historischen Bukowina, 30 km nordöstlich von Czernowitz, geboren. Er studierte Regie und Performance-Making am Goldsmiths College in London und gründete 2005 seine eigene internationale Theatergruppe «Lonely Project» (jetzt «Franz von Strolchen»). Er beschäftigt sich in seinen Arbeiten immer wieder mit den Schnittstellen von Realität und Fiktion und hinterfragt dabei Formen der Kommunikation und Wahrnehmung.

## Projekte – Auswahl
- Räuberzelle, Theaterhaus Jena, 2010[2]
- Stammtisch!, Thalia Theater Hamburg, 2013
- Fictional State, Thalia Theater Hamburg, 2014[3]
- The impossible Vasteness, Kampnagel Hamburg, 2017[4]
- Maidorf, Pathos Theater München / Theaterdiscounter Berlin / Theater am Lend Graz, 2017[5]
- Biedermann und die Brandstifter, Luzerner Theater, 2018[6]
- Cables – Corruption never goes out of Fashion, NewsOffStyria / Hin&Weg Festival, 2021[7]
- Das Schiff des Theseus/Theseus’ Paradox, steirischerherbst/Kampnagel Hamburg, 2023[8]